# 拜尔巴赫
拜尔巴赫是德国巴伐利亚州的一个市镇。总面积16.76平方公里，总人口782人，其中男性396人，女性386人（2011年12月31日），人口密度47人/平方公里。